# Pirot
Pirot  (tiếng Serbia:) là một thành phố Serbia. Thành phố Pirot có diện tích  km², dân số là 57.922 người  (theo điều tra dân số Serbia năm 2011) còn dân số cả khu tự quản là người.  Đây là thủ phủ hành chính của quận